# Jenny Hendrix
Jenny Hendrix (5 de abril de 1986) é uma atriz de filmes pornográficos americana, mestiça de origem filipina e italiana.

## Carreira
Após uma adolescência muito conturbada e movimentada (foi expulsa do colégio por colocar na Internet cenas de nudez gravadas em festas com colegas), iniciou sua carreira na Flórida, EUA, como stripper. Participou então de um programa de TV erótico, que a ajudou a criar conexões na Califórnia.
Afirma ter realizado uma cena de sexo com sua irmã biológica, dois anos mais velha .

## Filmografia Parcial
- Anal Acrobats 3
- Ass Parade 18
- Barely Legal P
- Big Butts Like It Big 2
- Big Loves 4
- Big Wet Asses 12
- Curvy Girls 2
- Girlvana 4 (2 Disc)
- In Through The Backdoor 4
- Jack's Teen America 22
- Lex The Impaler 4 (2 Disc Set )
- Massive Asses 2
- Naughty Bookworms 13
- Not Three's Company XXX
- Open Ended
- Orgy Sex Parties 6
- She's Cumming
- Sloppy Head
- The Wicked
- Weapons Of Ass Destruction 6

## Prêmios

### Efetivos
AVN Awards
- 2009 - Melhor Cena de Sexo a Três (Best Threeway Sex Scene), com Delilah Strong e Michael Stefano, por "The Jenny Hendrix Anal Experience".

### Indicações
AVN Awards
- 2009 - Performance Feminina do Ano (Female Performer Of The Year).
- 2009 - Melhor Lançamento (Best All Sex Release), por "Fuck Me: Jenny Hendrix".
- 2009 - Melhor Cena Anal (Best Anal Scene), com Manuel Ferrara, por "The Jenny Hendrix Anal Experience".
- 2009 - Melhor Lançamento Anal (Best Anal Themed Release), por "The Jenny Hendrix Anal Experience".
- 2009 - Melhor Cena de Dupla Penetração (Best Double Penetration Sex Scene), com Erik Everhard e Steve Holmes, por "Anal Cavity Search".
- 2009 - Melhor Cena de Dupla Penetração (Best Double Penetration Sex Scene), com Ian Scott e Steve Holmes, por "The Jenny Hendrix Anal Experience".
- 2009 - Melhor Cena P.O.V. (Best POV Sex Scene), com Manuel Ferrara, por "Fucked on Sight 3".
- 2009 - Melhor Performance de Excitação (Best Tease Performance), por "The Jenny Hendrix Anal Experience"
- 2009 - Melhor Cena de Sexo a Três (Best Threeway Sex Scene), com Rebeca Linares e Tom Byron, por "Secretary's Day 2".
- 2008 - Melhor Performance de Excitação (Best Tease Performance), por "Plump Round Rumps".

F.A.M.E. Awards
- 2009 - Bunda Preferida (Favorite Ass), finalista.
- 2009 - Estrela Oral Favorita (Favorite Oral Starlet), indicada.
- 2009 - Estrela Mais Depravada (Dirtiest Girl in Porn ), indicada.
- 2009 - Estrela Anal Favorita (Favorite Anal Starlet), indicada.
- 2009 - Corpo Mais Quente (Hottest Body), indicada.
- 2008 - Estrela Oral Favorita (Favorite Oral Starlet), indicada.
- 2008 - Estrela Mais Depravada (Dirtiest Girl in Porn ), indicada.

XRCO Awards
- 2009 - Melhor Filme Gonzo (Best Gonzo Movie), por "The Jenny Hendrix Anal Experience".
- 2008 - Oralista Orgasmática (Orgasmic Oralist).

XBIZ Awards
- 2009 - Estrela do Ano (Star of The Year).

Rog Awards
- 2009 - Estrela do Ano (Star of The Year), prêmio dos fãs.
- 2008 - Estrela do Ano (Star of The Year), prêmio dos fãs e prêmio dos críticos.